# Nowy cmentarz żydowski w Będzinie
Nowy cmentarz żydowski w Będzinie – zabytkowy kirkut w Będzinie położony na północnym zboczu Góry Zamkowej przy ul. Podzamcze.
W Będzinie istniały trzy cmentarze żydowskie, z których przetrwał jedynie kirkut na Górze Zamkowej, zwany nowym cmentarzem żydowskim. Powstał on w 1831 w związku z wybuchem w lipcu tegoż roku epidemii cholery w Będzinie, gdy stary kirkut na Zawalu okazał się za mały, by pomieścić wszystkie ciała. Grunt pod cmentarz zakupiono od mieszkańców miasta za 300 guldenów.
Na powierzchni 0,5 ha zachowało się ok. 250 całych macew oraz ok. 550 rozbitych lub mocno uszkodzonych. Najstarszy nagrobek pochodzi z 1831 r. Na macewach zachowały się inskrypcje nagrobne w języku hebrajskim i jidysz. Obecnie teren cmentarza jest zaniedbany, porośnięty przez las. Pośrodku zachowały się także fundamenty ohelu, najprawdopodobniej rabina Barucha Hercygiera (według innej, niepewnej hipotezy rabina Jakuba Natana) oraz pozostałości kamiennego muru ogrodzenia. Macewa Jakuba Natana (z wyrzeźbionym orłem Rzeczypospolitej) znajduje się dzisiaj w Muzeum Zagłębia w Będzinie.
Cmentarz był użytkowany do końca lat 70. XIX w. Podczas II wojny światowej został zdewastowany przez Niemców. Na teren cmentarza prowadzi odbudowana brama.

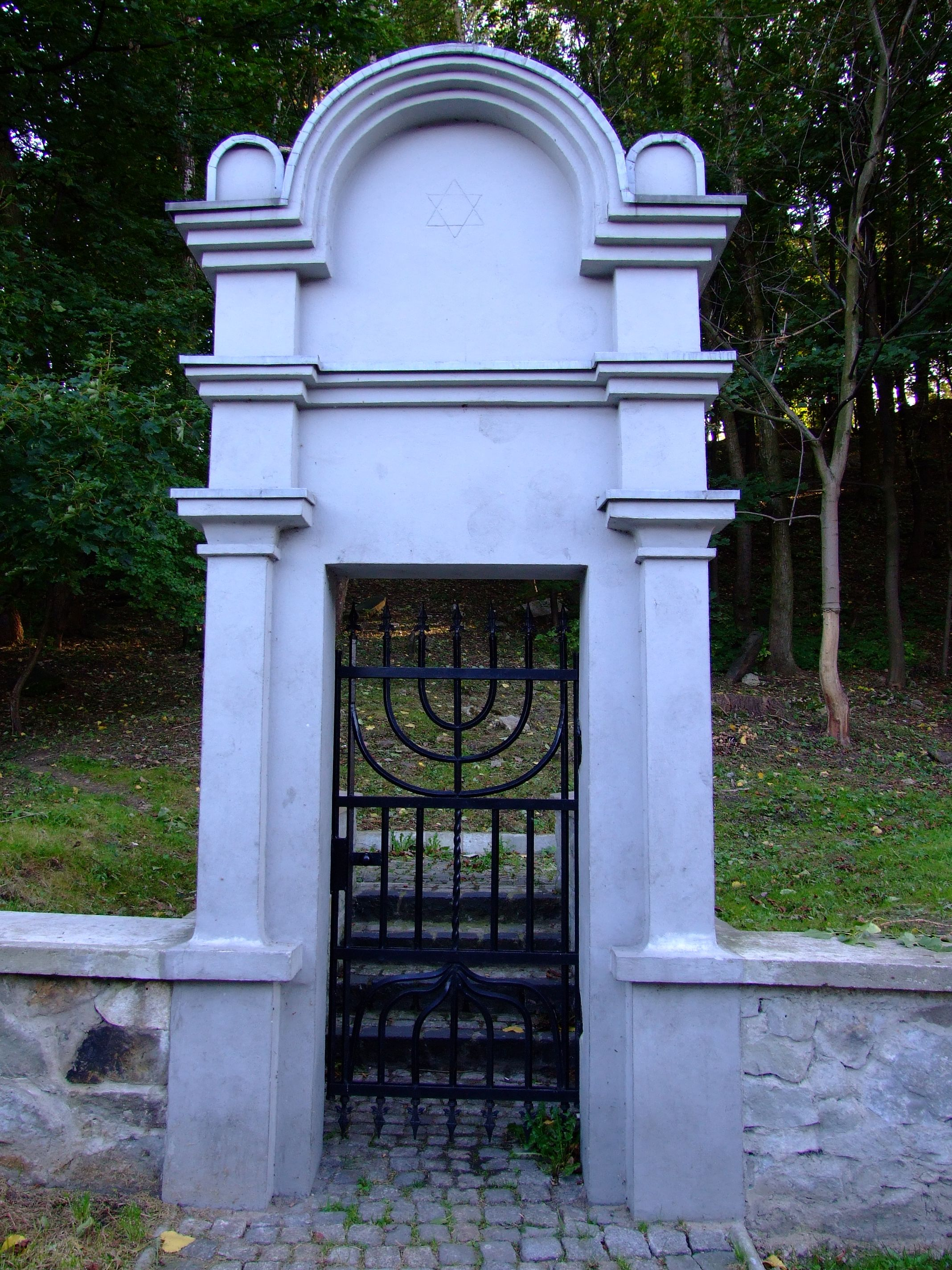
Odbudowana brama wejściowa
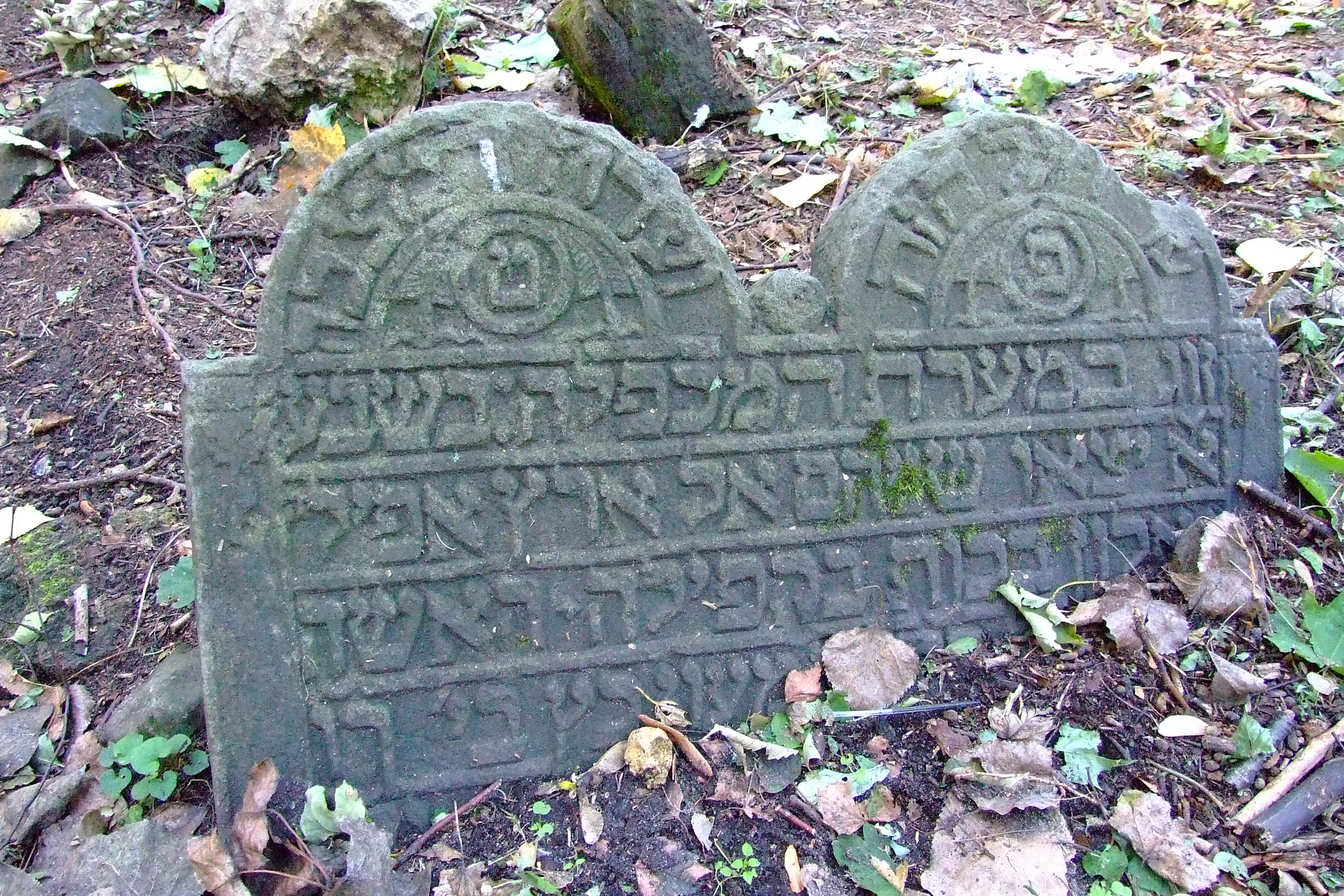
Zachowane macewy
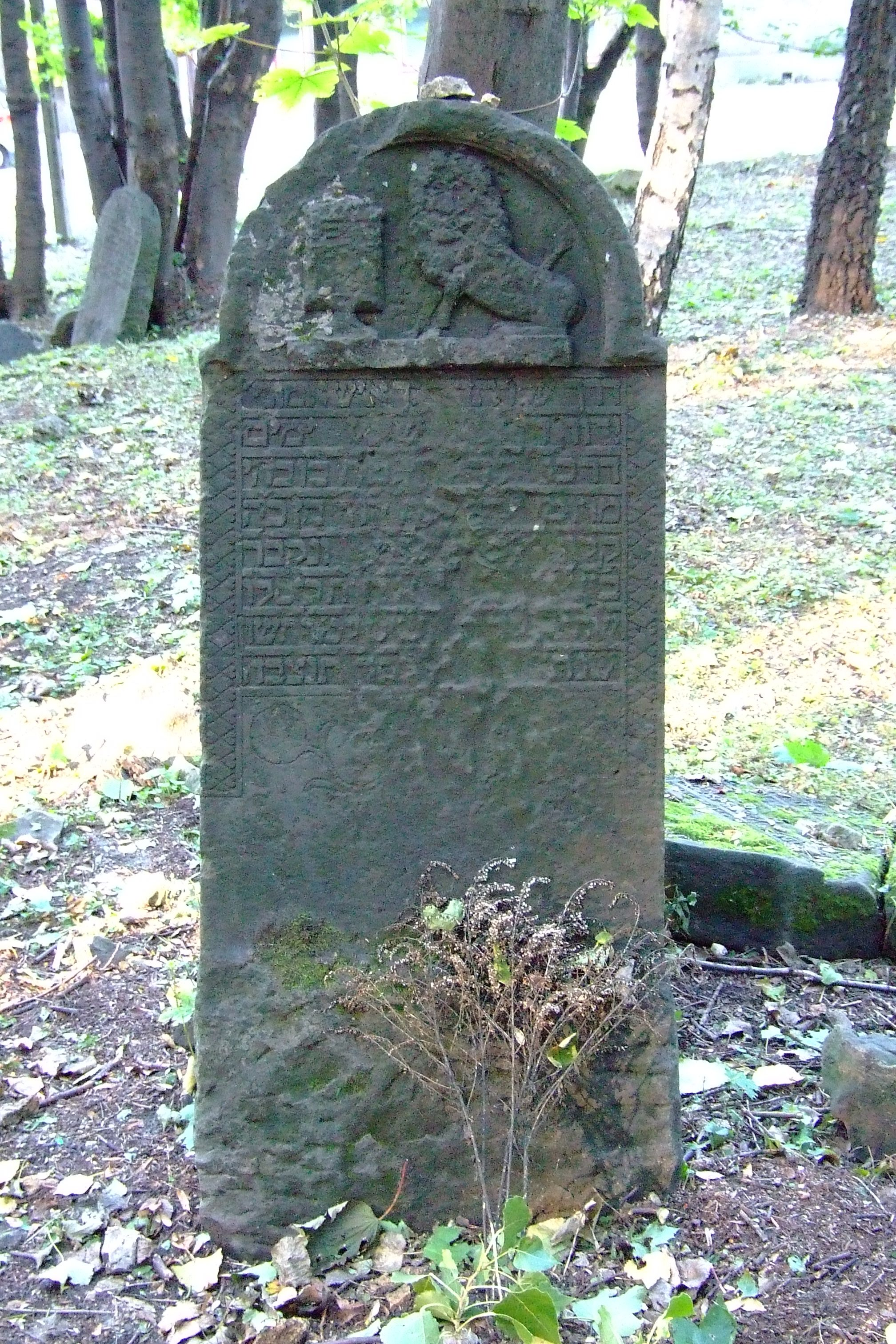
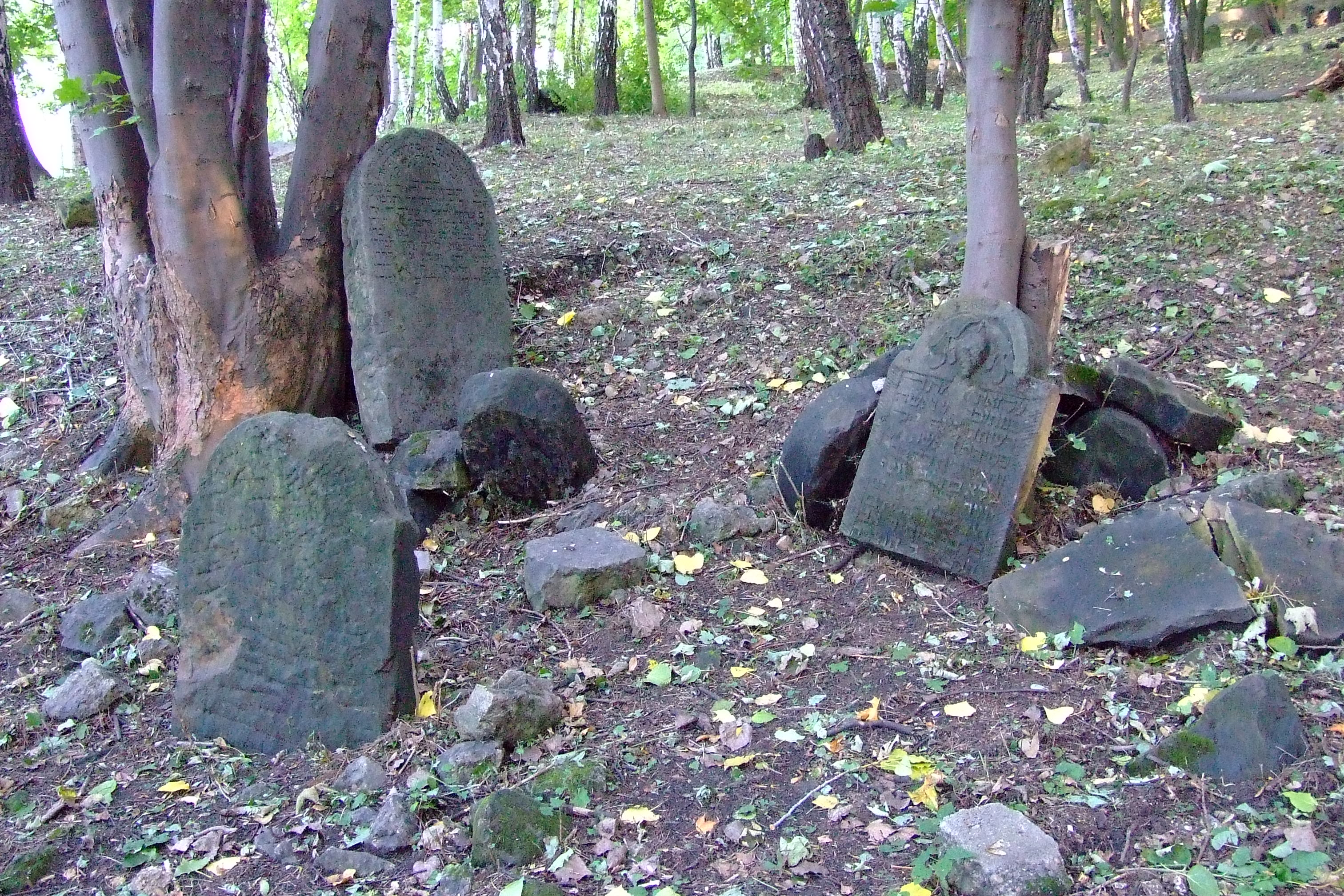
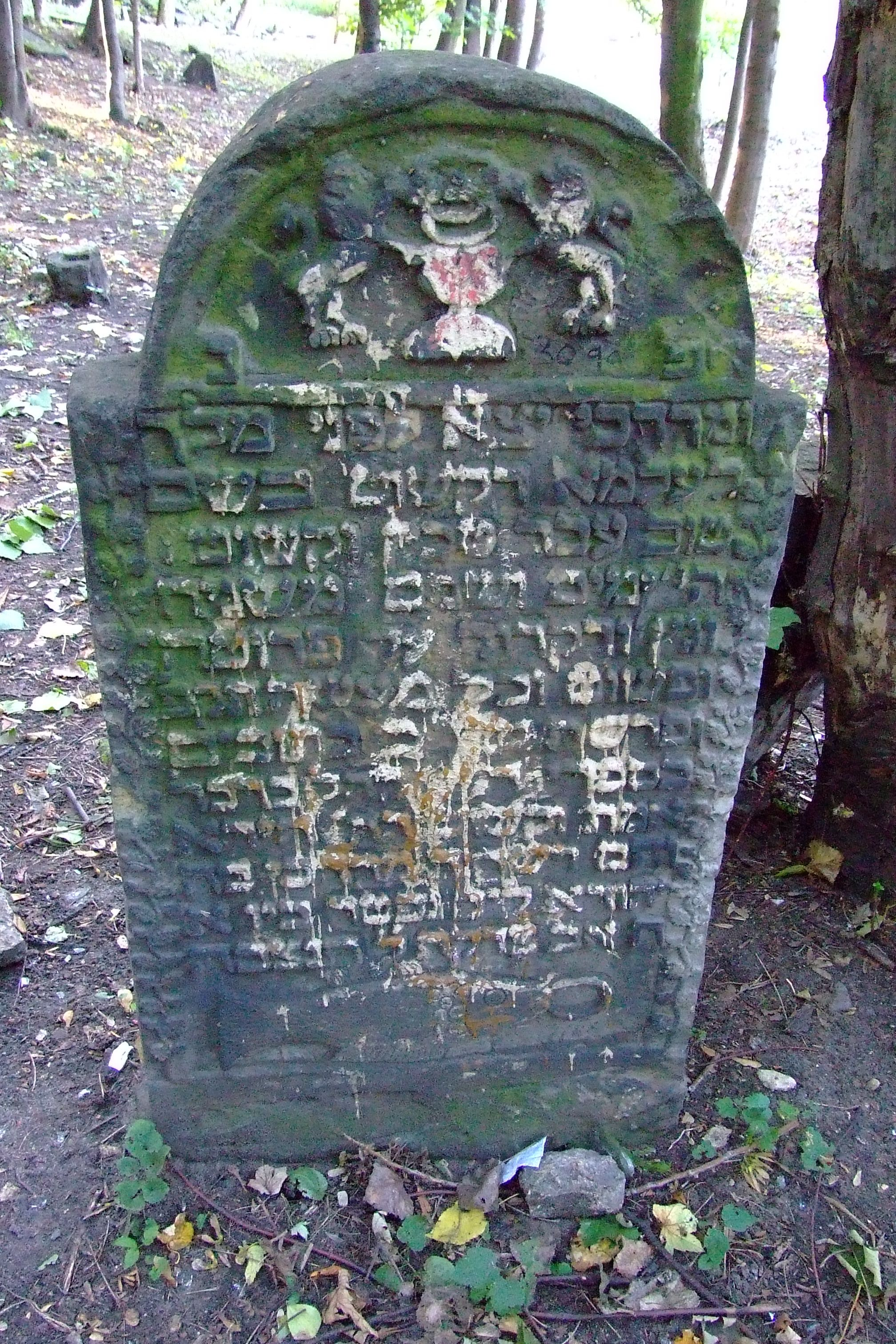